# Carposina berberidella
Carposina berberidella Herrich-Schäffer, 1853 è un lepidottero appartenente alla famiglia Carposinidae, diffuso in Eurasia.

## Etimologia
L'epiteto specifico deriva dal genere di appartenenza delle piante nutrici su cui si accrescono le larve, Berberis (fam. Berberidaceae).

## Descrizione
Si tratta di una piccola falena con un'apertura alare massima di 15-16 mm e abitudini prevalentemente notturne.

### Adulto

#### Capo
Il capo presenta piccole scaglie frontali, non molto sollevate e quasi tutte rivolte verso il basso, nonché ciuffi di scaglie più o meno sollevate ai lati del vertice. La colorazione d'insieme è un marroncino chiaro.
Nell'apparato boccale, la spirotromba è funzionale e priva di scaglie. I palpi labiali sono sviluppati e diritti, più allungati nella femmina. In entrambi i sessi il secondo segmento è rivestito di grosse scaglie.
Le antenne sono filiformi, più lunghe nel maschio, ma con lo scapo privo di un pecten. I chaetosemata sono assenti.

#### Torace
Nelle zampe, l'epifisi è presente e la formula degli speroni tibiali è 0-2-4. La colorazione di tibie e femori è marroncina, mentre nel tarso, ogni tarsomero appare nerastro nella parte prossimale e chiaro in quella distale.
L'ala anteriore ha una forma lanceolata, con un rapporto tra lunghezza e larghezza di circa 2,5. La pagina superiore ha una colorazione di fondo giallo-brunastra, su cui risaltano diverse macchie più scure, di forma e colore variabile. Sulla costa sono ben visibili cinque o sei macchie nerastre; la regione basale rivela una vistosa fascia più scura, che dal margine anteriore quasi raggiunge quello anale; a partire dall'apice fino al tornus si osserva una frangiatura di scaglie piliformi non molto lunghe, di colore giallo-brunastro; due bande irregolari, più scure dello sfondo, sono visibili: una più sottile nella regione subterminale e la seconda, più ampia, in quella discale, che si allarga al centro a formare una vistosa macchia nerastra, in alcuni casi alquanto stinta; al termine del terzo basale dell'ala, si notano invece due piccole macchie marroni, che in alcuni esemplari sono poco visibili, oppure si stemperano in un'ulteriore fascia zigzagante. L'apice non è falcato e il tornus è ottuso. La spinarea è presente e sono ben distinguibili i caratteristici "ciuffi" di scaglie sollevate.
Per quanto riguarda le nervature, dei quattro rami di Rs, Rs1 ed Rs4 partono separatamente dalla cellula discale, mentre Rs2 ed Rs3 partono unite e si separano a circa un sesto della propria lunghezza; R descrive un percorso sinusoidale che la porta ad essere per un breve tratto molto ravvicinata rispetto a Sc; M2 è molto più vicina ad M3 che a M1; CuA1 e CuA2 sono ben definite, ma manca CuP; 1A+2A presenta una breve biforcazione basale; non si osserva 3A.
L'ala posteriore risulta più corta e squadrata dell'anteriore, con una colorazione di fondo grigiastra più o meno uniforme, rispetto alla quale risaltano le venature, che appaiono lievemente più scure. Qui le scaglie piliformi che costituiscono la frangiatura appaiono disposte su un doppio ordine, e sono alquanto allungate, soprattutto nella regione anale. L'apice è acuto, il tornus e arrotondato e il margine costale mostra una marcata concavità.
Le nervature sono nettamente differenti da quelle dell'ala anteriore, rivelando una notevole semplificazione. Sc è unita con R1; mancano i primi due rami di M, mentre M3 parte separatamente dall'apice caudale della cellula discale; sono presenti sia CuA1, sia CuA2, così come CuP; 1A+2A non presenta una biforcazione basale, ma è affiancata da 3A.

#### Addome
L'addome appare grigio-brunastro, con l'estremità caudale più chiara. Il processo anterolaterale sul II sternite è allungato e ricurvo.
Nei maschi si osserva una coppia di coremata, situati in prossimità del margine posteriore.
Nell'apparato genitale maschile l'uncus è ben sviluppato, ma non bifido. I socii sono assenti. Il vinculum risulta privo di saccus. L'edeago presenta un coecum penis decisamente allungato.
Nel genitale femminile, l'ovopositore è abbastanza lungo. Le apofisi posteriori sono più lunghe di quelle anteriori. Il ductus bursae è membranoso e il corpus bursae e provvisto di un signum.

### Uovo
L'uovo di C. berberidella non è mai stato descritto.

### Larva
Le larve possiedono una cuticola densamente rivestita di spinule smussate, ma non si osserva la presenza di setole secondarie. A maturazione completa sono molto simili a quelle dei Copromorphidae e degli Alucitidae.

#### Capo
Il capo è ipognato, particolare che sta a indicare abitudini endofitiche. Il frontoclipeo appare più allungato che largo. Sono presenti sei stemmata per lato, di cui i primi cinque su un semicerchio e il sesto un po' più distante. Le setole anteriori A1, A2 e A3 sono disposte a triangolo ottuso, con A2 più lontana dagli stemmata.

#### Torace
Nel protorace, alquanto sviluppato, le setole laterali L sono due e si trovano sempre sullo stesso pinaculum. Gli spiracoli protoracici sono un po' più ingranditi. La setola subventrale SV è singola sul meso- e sul metatorace.

#### Addome
Nei primi otto segmenti addominali, la setola laterale L2 è disposta anterodorsalmente rispetto a L1, ma non molto lontana da quest'ultima. La setola subdorsale SD1 è posizionata dorsalmente rispetto agli spiracoli. La setola dorsale D1 è presente sul IX segmento. Il gruppo SV è a singola setola nei segmenti VIII e IX, a doppia setola nei segmenti I e VII, a tripla setola nel segmento II e a quadrupla setola nei segmenti da III a VI. L'VIII segmento ha spiracoli più sviluppati.
Le pseudozampe non sono molto robuste e appaiono un po' più corte di quelle dei Copromorphidae, ma comunque più lunghe rispetto a quelle degli Alucitidae; sono presenti sui segmenti III-VI e X, con uncini disposti su un singolo ordine.

### Pupa
La pupa è relativamente tozza e di tipo obtecto, con appendici fuse tra loro e col resto del corpo, ma possiede un tegumento fragile e traslucido, attraverso il quale si scorgono i profili del capo e del torace. Sul capo è presente una sutura epicraniale. Il labrum è ben sviluppato e fiancheggiato da lobi piliferi triangolari o più in generale dalle mandibole. I palpi mascellari sono ridotti, mentre quelli labiali sono esposti, così come i profemori. Il protorace è breve. I segmenti addominali V-VII (nel maschio) e V-VI (nella femmina) sono mobili. Non sono presenti spinule sulla superficie dei tergiti addominali. Il cremaster è rappresentato da gruppi di setole dall'estremità uncinata.

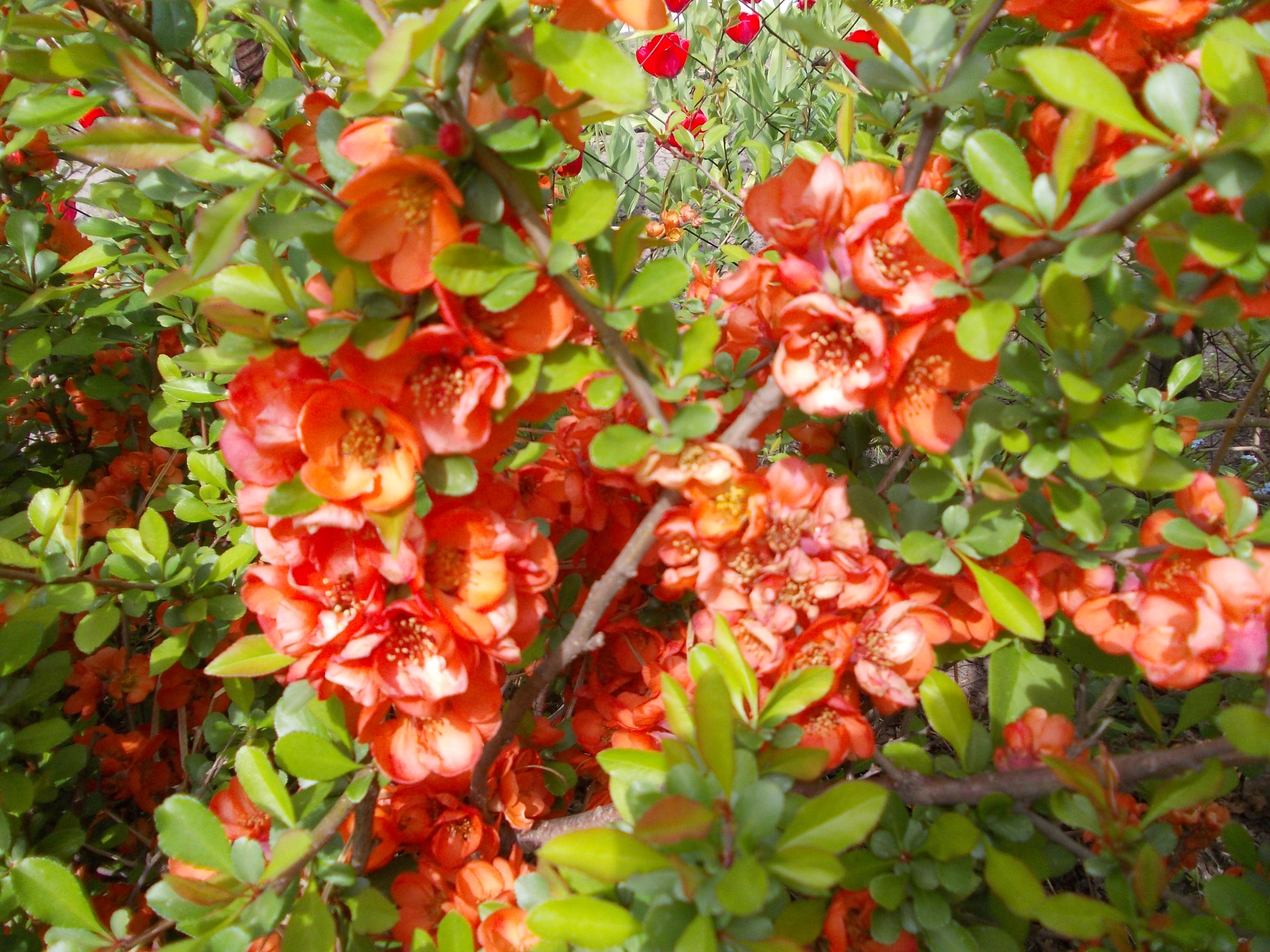
Berberis vulgaris, fiori

## Biologia

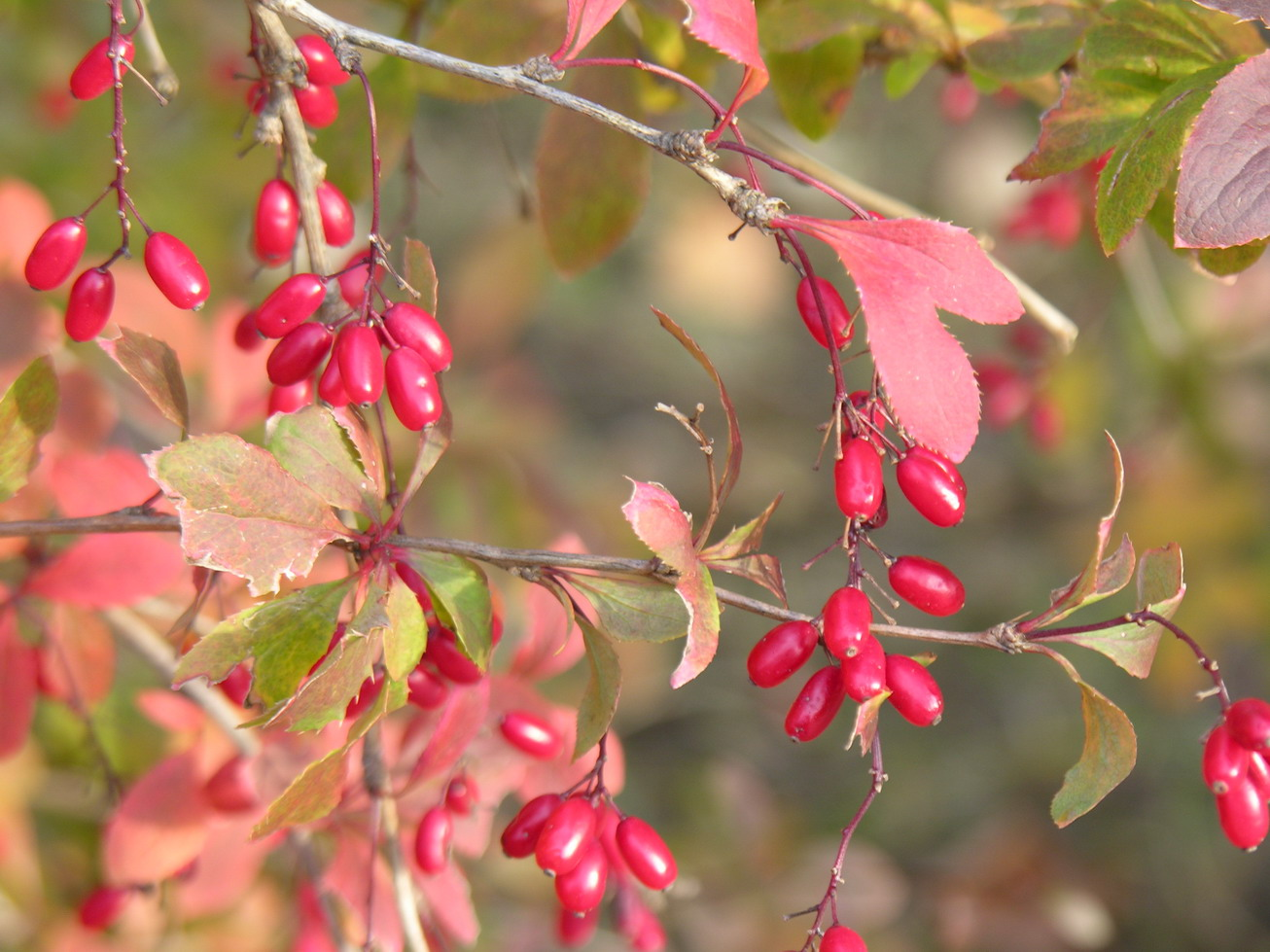
Berberis vulgaris, frutti

### Ciclo biologico
La biologia è poco conosciuta, tuttavia, in generale gli adulti hanno abitudini notturne e durante il giorno restano in posizione di riposo, sulla corteccia delle piante o sulle pietre del sottobosco.
Le larve si alimentano in agosto e settembre all'interno del frutto in maturazione di una pianta del genere Berberis.

### Periodo di volo
La specie è univoltina, con un periodo di volo compreso nel periodo giugno-luglio.

### Alimentazione
Questi bruchi si alimentano esclusivamente su piante nutrici appartenenti al genere Berberis L., 1753 (Berberidaceae), tra cui Berberis vulgaris L., 1753 (crespino).

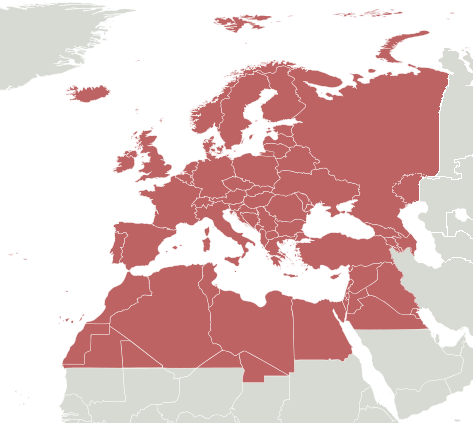
Il Paleartico occidentale

## Distribuzione e habitat
L'areale della specie rientra all'interno del Paleartico occidentale, e più in particolare si estende nell'Europa centrale, meridionale e orientale, oltre che nel Medio Oriente; più in dettaglio, i paesi in cui è stata segnalata la presenza di C. berberidella, sono:
Spagna continentale, Germania, Svizzera, Austria, Italia settentrionale, Lituania, Polonia, Repubblica Ceca, Slovacchia, Ungheria, Croazia, Serbia, Romania, Macedonia del Nord, Turchia, Cipro Russia europea e Siria.
L'habitat è rappresentato da zone verdi, boschi e foreste.

## Tassonomia
Carposina berberidella Herrich-Schäffer, 1853 -
Syst. Bearb. Schmett. 5: 142, tav. 81, fig. 614 - locus typicus: Ratisbona, Germania.

### Sottospecie
Non sono state individuate sottospecie.

### Sinonimi
Non sono stati riportati sinonimi.

## Conservazione
La specie non è stata inserita nella Lista rossa IUCN.

### Pubblicazioni
- (DE) Amsel, H. G., Eine neue Carposinide aus West-Iran (Lepidoptera, Carposinidae), in Beiträge zur naturkundlichen Forschung in Südwestdeutschland, vol. 37, Karlsruhe, Landessammlungen für Naturkunde, 1978,  pp. 215-216, LCCN 43039579, OCLC 715030716.
- (DE) Amsel, H. G., Ein noch unbekanntes Organ der manlichen Genitalarmatur der Carposinidae (PDF), in Nota Lepidopterologica, vol. 3, (1-2), Karlsruhe, Societas Europaea Lepidopterologica, 1980,  pp. 3-4, ISSN 0342-7536 (WC · ACNP), OCLC 5224172.
- (DE) Caradja, A., Beitrag zur Kenntnis der geographischen Verbreitung der Pyraliden und Tortriciden der europaischen Faunengebietes, nebst Beschreibung neuer Formen  (PDF) (abstract), in Deutsche Entomologische Zeitschrift Iris, vol. 30, n. 1, Berlino, R. Friedländer, maggio 1916,  pp. 1-88, LCCN sn87019097, OCLC 1695863.
- (EN) Davis, D. R., A revision of the American moths of the family Carposinidae (Lepidoptera: Carposinoidea) (PDF), in Bulletin of the United States National Museum, vol. 289, Washington, DC, Smithsonian institution Press, 1969,  pp. 1-105, ISSN 0096-2961 (WC · ACNP), LCCN 16000686, OCLC 163366519.
- (DE) Deutsch, H., Beitrag zur lepidopterenfauna von Friaul Julisch Venetien (Norditalien) (PDF), in Gortania: atti del Museo friulano di storia naturale, vol. 27, Udine, Museo friulano di storia naturale, 2005,  pp. 227-298, ISSN 0391-5859 (WC · ACNP), OCLC 797564751.
- (EN) Diakonoff, A., Records and descriptions of Microlepidoptera (3), in Treubia, vol. 20, n. 1, Batavia, 'sLands Plantentuin, 1949,  pp. 39-50, ISSN 0082-6340 (WC · ACNP), LCCN sn97047029, OCLC 690602797.
- (EN) Diakonoff, A., Additions and descriptions of new Olethreutinae and Carposinidae in the British Museum (Natural History) (PDF), in Bulletin of the British Museum (Natural History). Entomology series, vol. 8, n. 3, Londra, The Museum, 1959,  pp. 119-126, ISSN 0968-0454 (WC · ACNP), LCCN 86648184, OCLC 558137755.
- (EN) Diakonoff, A., Revision of the Palaearctic Carposinidae with descriptions of a new genus and new species (Lepidoptera: Pyraloidea) (PDF), in Zoologische Verhandelingen, vol. 251, n. 1, Leida, E.J. Brill, 1989,  pp. 1-155, ISSN 0024-1652 (WC · ACNP), LCCN 52020931, OCLC 848525739.
- (EN) Dugdale, J. S., Female Genital Configuration in the Classification of Lepidoptera (PDF), in New Zealand Journal of Zoology, vol. 1, n. 2, Wellington, 1974,  pp. 127-146, DOI:10.1080/03014223.1974.9517821, ISSN 1175-8821 (WC · ACNP), OCLC 60524666.
- Hartig, F., I Microlepidotteri della Venezia Tridentina e delle regioni adiacenti. Parte III (Fam. Gelechiidae-Micropterygidae), in Studi trentini di scienze naturali, vol. 41, n. 3, Trento, Museo tridentino di scienze naturali, 1964,  pp. 1-292, LCCN 81003037 sf 81003037, OCLC 2564559.
- (DE) Kopp, A., Carposinidae - eine neue Schmetterlingsfamilie für die Schweiz, in Entomo Helvetica: entomologische Zeitschrift der Schweiz, vol. 9, Spreitenbach, Svizzera, 2016,  pp. 161-163, ISSN 1662-8500 (WC · ACNP), LCCN sf94094464, OCLC 613565861.
- (EN) Kristensen, N. P., The Morphological and Functional Evolution of the Mouthparts in Adult Lepidoptera (abstract), in Opuscula Entomologica, vol. 33, Lund, Entomologiska sällskapet, 1968,  pp. 69-72, ISSN 0375-0205 (WC · ACNP), LCCN 70020995, OCLC 1761351.
- (RU) Kuznetsov, V. I. & Stekolnikov, A. A., Functional morphology of the male genitalia of the Pyraloidea (Lepidoptera) of the Palaearctic fauna, in Trudy Zoologičeskogo instituta / Proceedings of the Zoological Institute / Academy of Sciences of the USSR, vol. 83, Leningrado, Akademija nauk SSSR, 1979b,  pp. 46-96, ISSN 0206-0477 (WC · ACNP), OCLC 715330709.
- (EN) Kyrki, J., Adult abdominal sternum II in ditrysian tineoid superfamities - morphology and phylogenetic significance (Lepidoptera) (abstract), in Annales entomologici Fennici / Suomen hyönteistieteellinen aikakauskirja, vol. 49, Helsinki, Suomen Hyönteistieteellinen Seura, 1983,  pp. 89-94, ISSN 0003-4428 (WC · ACNP), LCCN 91649455, OCLC 2734663.
- (EN) Meyrick, E., Carposina H.-S. referable to the Tortricina (PDF), in The Entomologist's monthly magazine, vol. 19, Oxford, Entomologist's Monthly Magazine Ltd., 1882a,  pp. 69-70, ISSN 0013-8908 (WC · ACNP), LCCN 06002228, OCLC 1568052.
- (EN) Mosher E., A Classification of the Lepidoptera Based on Characters of the Pupa, in Bulletin of the Illinois State Laboratory of Natural History, vol. 1912, n. 2, Urbana, Illinois, Illinois State Laboratory of Natural History, marzo 1916,  p. 62, DOI:10.5962/bhl.title.70830, ISSN 0073-5272 (WC · ACNP), LCCN 16027309, OCLC 2295354.
- (EN) Mutuura, A., Morphology of the Female Terminalia in Lepidoptera, and Its Taxonomic Significance (abstract), in Canadian Entomologist, vol. 104, n. 7, Ottawa, Entomological Society of Canada, 31 luglio 1972,  pp. 1055-1071, DOI:10.4039/Ent1041055-7, ISSN 0008-347X (WC · ACNP), LCCN agr38000066, OCLC 4662161307.
- (DE) Osthelder, L., Die Schmetterlinge Südbayerns und der angrenzenden nordlichen Kalkalpen, in Mittheilungen des Münchener Entomologischen Vereins, vol. 41, n. 1, Monaco, Ackermann, 1958,  p. 114, OCLC 705215024.
- (EN) Philpott, A., The maxillae in the Lepidoptera (PDF), in Transactions of the New Zealand Institute, vol. 57, Wellington, Royal Society of New Zealand, 22 febbraio 1927,  pp. 721-746, ISSN 1176-6158 (WC · ACNP), OCLC 84073801.
- (FR) Popescu-Gorj, A., Le liste systematique des especes de Microlepidopteres signalees dans la faune de Roumainie. Mise a jour de leur classification et nomenclature, in Travaux du Muséum d'histoire naturelle "Gr. Antipa", vol. 26, Bucarest, Le Musée, 1984,  pp. 111-162, ISSN 0068-3078 (WC · ACNP), LCCN 65077169, OCLC 2703606.
- (PL) Razowski, J., Uwagi o rodzinie Carposinidae (Osservazioni sulla famiglia Carposinidae) (Lepidoptera) (PDF), in Polskie pismo entomologiczne, vol. 29, Varsavia, Panstwowe Wydawnictwo Naukowe, 1959,  pp. 163-166, ISSN 0032-3780 (WC · ACNP), LCCN 61042131, OCLC 457011738.
- (RO) Stănoiu, I. & Nemeş, I., Cercetări asupra familiei Carposinidae. (Lepidoptera) în România, in Studii și cercetări de biologie. Seria zoologie, vol. 20, n. 2, Bucarest, Editura Academiei Republicii Socialiste România, 1968,  pp. 107-112, ISSN 1220-5273 (WC · ACNP), LCCN 78648188, OCLC 648520467.
- (EN) Stojanovic, D., The first finding of the species Carposina scirrhosella Herrich-Schaffer, 1854 (Lepidoptera, Copromorphoidea, Carposinidae) in Serbia (PDF), in Acta entomologica serbica, vol. 9/10, n. 1/2, Belgrado, The Entomological Society of Serbia, 2005,  pp. 111-122, OCLC 259921545 (archiviato dall'url originale il 2 aprile 2012).
- Turati, G., Note lepidotterologiche sulla fauna italiana (PDF), in Bullettino della Società entomologica italiana, vol. 16, n. 1, Firenze, Tipografia Cenniniana, 1884,  pp. 68-87, ISSN 0373-3491 (WC · ACNP), LCCN sf81007009, OCLC 680856763.

### Testi
- (EN) Capinera, J. L. (Ed.), Encyclopedia of Entomology, 4 voll., 2nd Ed., Dordrecht, Springer Science+Business Media B.V., 2008,  pp. lxiii + 4346, ISBN 978-1-4020-6242-1, LCCN 2008930112, OCLC 837039413.
- (EN) Clarke, J. F. G., Catalogue of the type specimens of Microlepidoptera in the British Museum, Natural history, described by Edward Meyrick, Vol. 4 - Phaloniidae, Carposinidae, Chlidanotidae, Oecophoridae, Blastobasidae, Momphidae, Epermeniidae, Strepsimanidae, Physoptilidae, Londra, British Museum, 1963,  p. 521, DOI:10.5962/bhl.title.68439, ISBN non esistente, LCCN 57002435, OCLC 462827041.
- (EN) Common, I. F. B., Moths of Australia, Slater, E. (fotografie), Carlton, Victoria, Melbourne University Press, 1990,  pp. vi, 535, 32 con tavv. a colori, ISBN 978-0-522-84326-2, LCCN 89048654, OCLC 220444217.
- (DE) Diakonoff, A., Taxonomy of the higher groups of the Tortricoidea, in Strouhal, H. (a cura di), Verhandlungen des XI. Internationalen Kongresses für Entomologie: Wien, 17. bis 25. August 1960, Vol. 1 (96), Vienna, Organisationskomittee des XI. Internationalan Kongresses für Entomologie, 1961,  pp. XLIV, 803, ISBN non esistente, OCLC 245798528.
- (EN) Diakonoff, A., Glyphipterigidae auctorum sensu lato (Glyphipterygidae sensu Meyrick, 1913), collana Microlepidoptera Palaearctica, Vol. 7 (1), Vienna, G. Fromme, 1986,  p. 436, ISBN 978-3-7650-0455-1, LCCN 66092914, OCLC 256137003.
- (EN) Dugdale, J. S., Lepidoptera - annotated catalogue, and keys to family-group taxa (PDF), collana Fauna of New Zealand, Vol. 14, Wellington, Science Information Publishing Centre, 1988,  p. 262, ISBN 978-0-477-02518-8, OCLC 889154749.
- (DE) Eckstein, K., Die Schmetterlinge Deutschlands: mit besonderer Berücksichtigung ihrer Biologie und wirtschaftlichen Bedeutung, Vol. 5: Kleinschmetterlinge, Stoccarda, Lutz, 1933,  p. 223, ISBN non esistente, LCCN 52054998, OCLC 163169738.
- (EN) Fernald, C. H., The genera of the Tortricidae and their types, Amherst, Mass., Press of Carpenter & Morehouse, 1908,  pp. 67, ISBN non esistente, OCLC 11348691.
- (EN) Fletcher, T. B., A list of the generic names used for Microlepidoptera, collana India. Dept. of agriculture. Memoirs. Entomological seres, Vol. 11, Calcutta, Government of Inda central publication branch, 1929,  pp. I-X; 1-244+2, ISBN non esistente, OCLC 4545236.
- (EN) Hampson, G. F., Catalogue of Lepidoptera Phalaenae in the British Museum (PDF), Vol. 2 - Arctiadae (Nolidae, Lithosidae), Londra, Order of the Trustees, 1900,  pp. 589+20, DOI:10.5962/bhl.title.21046, ISBN non esistente, LCCN 01000079, OCLC 600882241.
- (DE) Hannemann, H. J., Kleinschmetterlinge oder Microlepidoptera / II, Die Wickler (s. l.) (Cochylidae und Carposinidae), Die Zünslerartigen (Pyraloidea), collana Die Tierwelt Deutschlands und der angrenzenden Meeresteile nach ihren Merkmalen und nach ihrer Lebensweise, Vol. 50, Jena, Gustav Fischer, 1964,  p. 401, ISBN non esistente, ISSN 0082-4305 (WC · ACNP), OCLC 769884034.
- (DE) Heinemann, H. Von, Die Schmetterlinge Deutschlands und der Schweiz, 2. Kleinschmetterlinge, Braunschweig, Vieweg, 1870,  p. 388, ISBN non esistente, LCCN ca08001808, OCLC 314474743.
- (DE) Hering, M. E., Die Schmetterlinge, in Die Tierwelt Mitteleuropas, collana Erganzungsband, 6(3), Lipsia, Quelle & Meyer, 1932,  p. 545, ISBN non esistente, LCCN agr28001360, OCLC 1098347.
- (DE) Herrich-Schäffer, G. A. W., Systematische Bearbeitung der Schmetterlinge von Europa, zugleich als Text, Revision und Supplement zu Jakob Hübner's Sammlung europäischer Schmetterlinge (PDF), Hübner, J., vol. 5, Ratisbona, In Commission bei G. J. Manz, 1853  [1843-1856],  p. 394, DOI:10.5962/bhl.title.67734, ISBN non esistente, LCCN ca07003057, OCLC 63606435.
- (DE) Hofmann, E. & Spuler, A., Die Schmetterlinge Europas (PDF), Vol. 2, Stoccarda, Schweizerbart, 1910,  pp. 1-523, DOI:10.5962/bhl.title.9477, ISBN non esistente, LCCN 74351241, OCLC 631407908.
- (EN) Kristensen, N. P. (Ed.), Handbuch der Zoologie / Handbook of Zoology, Band 4: Arthropoda - 2. Hälfte: Insecta - Lepidoptera, moths and butterflies, Kükenthal, W. (Ed.), Fischer, M. (Scientific Ed.), Teilband/Part 35: Volume 1: Evolution, systematics, and biogeography, ristampa 2013, Berlino, New York, Walter de Gruyter, 1999  [1998],  pp. x, 491, ISBN 978-3-11-015704-8, OCLC 174380917.
- Mariani, M., Fauna Lepidopterorum Italiae Parte 1 - Catalogo ragionato dei Lepidotteri d'Italia, collana Giornale di scienze naturali ed economiche, Vol. 42, Palermo, Scuola tip. Boccone del povero, 1941-43,  p. 236, ISBN non esistente, OCLC 878966499.
- (EN) Meyrick, E., Wagner, H. (Ed.). Lepidopterorum Catalogus (PDF), Vol. 13 - Carposinidae, Heliodinidae, Glyphipterygidae, Berlino, Junk, 1913,  pp. 3-8, DOI:10.5962/bhl.title.82093, ISBN non esistente, LCCN 12012878, OCLC 11830174.
- (EN) Scoble, M. J., The Lepidoptera: Form, Function and Diversity, seconda edizione, London, Oxford University Press & Natural History Museum, 2011  [1992],  pp. xi, 404, ISBN 978-0-19-854952-9, LCCN 92004297, OCLC 25282932.
- (DE) Staudinger, O. & Rebel, H., Catalog der Lepidopteren des palaearctischen Faunengebietes (PDF), vol. 2, Berlino, Friedlander & Sohn, 1901,  pp. 1-368, DOI:10.5962/bhl.title.120482, ISBN non esistente, OCLC 804342952.
- (EN) Stehr, F. W. (Ed.), Immature Insects, 2 volumi, seconda edizione, Dubuque, Iowa, Kendall/Hunt Pub. Co., 1991  [1987],  pp. ix, 754, ISBN 0-7181-1423-X, LCCN 85081922, OCLC 13784377.
- (DE) Swatschek, B., Die Larvalsystematik der Wickler: (Tortricidae und Carposinidae), aus dem Zoologischen Institut der Universitat Erlangen, collana Abhandlungen zur Larvalsystematik der Insekten, Vol. 3, Berlino, Akademie-Verlag, 1958,  pp. 269; 276 figg., ISBN non esistente, LCCN 60028951, OCLC 233652919.
- (DE) von Kennel, J., II. Unterfamilie: Phaloniinae, in Die Palaearktischen Tortriciden. Eine monographische Darstellung (PDF), collana Zoologica, vol. 54, Stoccarda, E. Schweizerbart, 1908,  p. 546, ISSN 0044-5088 (WC · ACNP), LCCN 09004108, OCLC 457863975.